# Witajcie w Wayne
Witajcie w Wayne (ang. Welcome to the Wayne, 2017-2019) – amerykańsko-kanadyjski serial animowany stworzony przez Billy’ego Lopeza oraz wyprodukowany przez wytwórnie kanadyjskie studio Yowza! Animation i Nickelodeon Animation Studio.
Premiera serialu odbyła się w Stanach Zjednoczonych 24 lipca 2017 na amerykańskim Nickelodeon. Trzy lata wcześniej, od 14 listopada do 26 grudnia 2014 emitowana była seria internetowa, której odcinki pojawiały się na oficjalnej stronie Nick.com. W Polsce premiera serialu odbyła się 15 lutego 2018 na antenie Nicktoons Polska, a jedenaście dni później, 26 lutego na kanale Nickelodeon Polska.

## Fabuła
Serial opisuje perypetie Ansiego Molina, który przeprowadza się do nowojorskiego wieżowca o nazwie Wayne. Główny bohater zaprzyjaźnia się z dwójką rodzeństwa – Ollym i Saraline Timbersami, którzy wspólnie wyruszą w niesamowitą podróż i rozwiążą zagadki, aby odkryć pozostałości po wieżowcu.

## Bohaterowie

### Główni
- Ansi Molina – główny bohater kreskówki, który przeprowadza się do nowojorskiego wieżowca Wayne i zaprzyjaźnia się z Ollym i Saraline.
- Olly Timbers – najlepszy przyjaciel Ansiego oraz starszy brat Saraline.
- Saraline Timbers – siedmioletnia siostra Olly’ego.

### Drugoplanowi
- Leif Bornwell III – bogaty i nieco samolubny mieszkaniec wieżowca Wayne.
- Szpieg spod ósemki – kobieta-szpieg, która jest jedną z antagonistek serii. Ma dwóch współpracowników – Mastersona i Flowershirta.
- Jonah Bishop – inteligentny profesor.
- George – portier wieżowca Wayne, który często wydaje się nieświadomy dziwnego zjawiska. Pozostaje przyjazny dla zespołu Timbers i ich współpracowników.
- Harvey Timbers – ojciec Olly’ego i Saraline oraz mąż Olympii. Pracuje również jako komik.
- Olympia Timbers – matka Olly’ego i Saraline oraz żona Harveya.

## Obsada
- Alanna Ubach – Ansi Molina
- Billy Lopez – Olly Timbers
- Dana Steingold – Saraline Timbers
- Noah Galvin – Leif Bornwell III
- Veronica Taylor – Szpieg spod ósemki
- Marc Thompson – Masterson
- Robbie Sublett – Flowershirt
- Carey Means – Jonah Bishop
- Dave Willis – George
- Dana Snyder – Wendell William Wasserman
- Nikki M. James – Julia Wiles
- Harriet D. Foy – Clara Rhone
- Andrew Rannells – Andrei
- Richard Kind – Harvey Timbers
- Annie Potts – Olympia Timbers

## Wersja polska
Wersja polska: na zlecenie Nickelodeon Polska – Start International Polska

Reżyseria: Marek Klimczuk

Dialogi polskie: Jakub Osiński

Dźwięk i montaż: Monika Szuszkiewicz

Kierownictwo produkcji: Anna Kuszewska

Nadzór merytoryczny: Aleksandra Dobrowolska

Wystąpili:
- Agnieszka Fajlhauer – Ansi Molina
- Agata Skórska – Saraline Timbers
- Józef Pawłowski – Olly Timbers

W pozostałych rolach:
- Kamil Pruban – Jonah Bishop
- Przemysław Glapiński – George
- Monika Węgiel-Jarocińska – Szpieg spod ósemki
- Janusz German – Masterson (odc. 1, 3, 8, 10, 13-14, 19-20, 26)
- Marta Dobecka – Julia Wiles
- Beata Olga Kowalska – Pani Klara
- Przemysław Wyszyński – Leif Bornwell III
- Łukasz Lewandowski – Wendell William Wasserman
- Grzegorz Drojewski – Andrei
- Marta Dylewska – 
  - Madison Payne,
  - Arcsine
- Jacek Kopczyński – Garrison Payne
- Jacek Król – 
  - Tony Stanza,
  - Prismal
- Paweł Ciołkosz – Tata Ansiego
- Cezary Kwieciński – 
  - Tata Saraline i Olly'ego,
  - Tata Wendella i Stacey
- Beata Jankowska-Tzimas – Mama Saraline i Olly'ego
- Agata Paszkowska – Goodness
- Elżbieta Kopocińska – Stacey Wasserman, siostra Wendella (odc. 22)
- Magdalena Wasylik – Katherine Alice
- Piotr Bąk – Masterson (odc. 29-30)
- Mateusz Narloch
- Tomasz Steciuk
- Janusz Wituch
- Robert Tondera
- Jakub Szydłowski
- Adam Krylik
- Mirosław Wieprzewski

i inni
Lektor: Paweł Bukrewicz

## Spis odcinków

### Seria internetowa (2014)
| Nr | Tytuł     | Tytuł polski | Premiera          | Premiera w Polsce |
| -- | --------- | ------------ | ----------------- | ----------------- |
| 1  | Chapter 1 | ---          | 14 listopada 2014 | nieemitowany      |
| 2  | Chapter 2 | ---          | 21 listopada 2014 | nieemitowany      |
| 3  | Chapter 3 | ---          | 28 listopada 2014 | nieemitowany      |
| 4  | Chapter 4 | ---          | 12 grudnia 2014   | nieemitowany      |
| 5  | Chapter 5 | ---          | 19 grudnia 2014   | nieemitowany      |
| 6  | Chapter 6 | ---          | 26 grudnia 2014   | nieemitowany      |

### Seria 1 (2017-2018)
| Nr | Tytuł                                       | Tytuł polski                           | Premiera             | Premiera w Polsce |
| -- | ------------------------------------------- | -------------------------------------- | -------------------- | ----------------- |
| 1  | Rise and Shine Sleepyhead                   | Wstań i walcz Śpioszku!                | 24 lipca 2017        | 15 lutego 2018    |
| 2  | Like a Happy, Happy Bird                    | Jak szczęśliwy, piękny ptak            | 25 lipca 2017        | 16 lutego 2018    |
| 3  | Mail Those Cards, Boys!                     | Wyślijcie pocztówki, chłopcy!          | 26 lipca 2017        | 19 lutego 2018    |
| 4  | Today Was Wassome                           | Ten dzień był wasstyczny               | 27 lipca 2017        | 20 lutego 2018    |
| 5  | Some Kind of Tap-Dancing, Beekeeping Whaler | Jakiś stepujący pszczelarz-wielorybnik | 28 lipca 2017        | 21 lutego 2018    |
| 6  | Like No Other Market on Earth               | Sklep jakiego nie ma na ziemi          | 18 września 2017     | 22 lutego 2018    |
| 7  | Beeping the Binklemobile                    | Ktoś zatrąbił Binklomobilem            | 19 września 2017     | 23 lutego 2018    |
| 8  | Spacefish                                   | Ryba z kosmosu                         | 20 września 2017     | 26 lutego 2018    |
| 9  | A Pair of Normas                            | Para Normali                           | 21 września 2017     | 27 lutego 2018    |
| 10 | It's the Mid-Season Finale                  | Finał pierwszej części sezonu          | 15 października 2018 | 28 lutego 2018    |
| 11 | Hit It, Toofus!                             | Dawaj Tufus!                           | 16 października 2018 | 9 kwietnia 2018   |
| 12 | Wall-to-Wall Ping-Pong Ball                 | Hop i hop, ping pong i skok            | 17 października 2018 | 10 kwietnia 2018  |
| 13 | Swap Shop Hop & Bop                         | Pchli targ i potańcówka                | 18 października 2018 | 11 kwietnia 2018  |
| 14 | 8:08:08                                     | 8:08:08                                | 19 października 2018 | 12 kwietnia 2018  |
| 15 | Flutch                                      | Ciek                                   | 22 października 2018 | 13 kwietnia 2018  |
| 16 | What's For Linner?                          | Co dziś na obiad?                      | 23 października 2018 | 16 kwietnia 2018  |
| 17 | Leave the Funny, Find the Bunny             | Zostaw żartownika, znajdź królika      | 24 października 2018 | 17 kwietnia 2018  |
| 18 | Gimble in the Wabe                          | Dziurały w kolicy                      | 25 października 2018 | 18 kwietnia 2018  |
| 19 | Keep an Eye on the Nose                     | Nie spuszczajcie nosa z oczu           | 26 października 2018 | 19 kwietnia 2018  |
| 20 | So This Is Glamsterdam                      | A więc to jest Glamsterdam             | 26 października 2018 | 20 kwietnia 2018  |

### Seria 2 (2018)
| Nr | Tytuł                                          | Tytuł polski                               | Premiera     | Premiera w Polsce |
| -- | ---------------------------------------------- | ------------------------------------------ | ------------ | ----------------- |
| 1  | We're Gonna Need a Bigger Cup                  | Przydałby się większy kubek                | 3 maja 2019  | 26 listopada 2018 |
| 2  | Welcome to the Wassermans'                     | Witamy u Wassmanów                         | 3 maja 2019  | 27 listopada 2018 |
| 3  | An Olly-Day Miracle!                           | Cud w Dniu Olliego!                        | 10 maja 2019 | 28 listopada 2018 |
| 4  | That's Squidjit Bowling                        | To gluciakowe kręgle                       | 10 maja 2019 | 29 listopada 2018 |
| 5  | We're the Wayniacs                             | Jesteśmy "Wayniaki"!                       | 17 maja 2019 | 30 listopada 2018 |
| 6  | Curious Brains of the Brain                    | Mądre głowy z Wayne                        | 17 maja 2019 | 3 grudnia 2018    |
| 7  | Wiles Styles You Over                          | Metamorfozy Julii                          | 24 maja 2019 | 4 grudnia 2018    |
| 8  | The Best Buddy I Never Had                     | Najlepszy kumpel jakiego miałem            | 24 maja 2019 | 5 grudnia 2018    |
| 9  | Some Sort of Bad Luck Curse                    | To może być jakiś rodzaj klątwy!           | 31 maja 2019 | 6 grudnia 2018    |
| 10 | Whoever Controls the Wayne, Controls the World | Ten kto kontroluje Wayne, kontroluje świat | 31 maja 2019 | 7 grudnia 2018    |